# Bolgaritsa

Formes des lettres cyrilliques usuelles à gauche et bolgaritsa à droite.

Le bolgaritsa est un style typographique de l’écriture cyrillique popularisé dans les années 1970. Il s’inspire des formes manuscrites, cursives ou italiques des lettres mais appliquées aux lettres droites, rappelant certaines caractéristiques des lettres latines. Il est aujourd’hui encore utilisé en Bulgarie.

## Histoire
Un style similaire au bolgaritsa a été utilisé dans certaines publications chez l’éditeur Mikhaïl Katkov à partir de 1861, dont les périodiques Современная лѣтопись, Русский вѣстник ou Московские вѣдомости. L’imprimerie de Wolff utilisera des formes lettres similaires  avec des empattements, des ascendantes ou des formes cursives proches dans les années 1880.

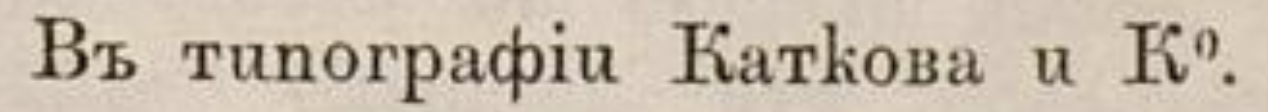
avec des formes cursives proches du bolgaritsa dans Приключенія, почерпнутыя изъ моря житейского, 1862.

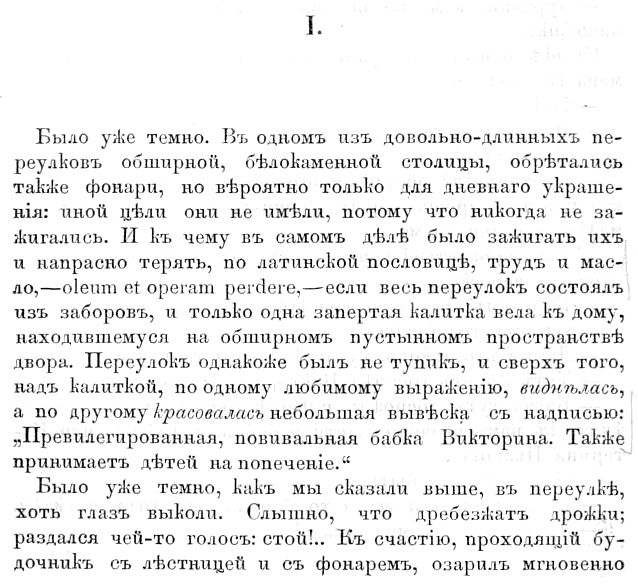
Page de Приключения, почерпнутые из моря житейского : Воспитанница Сара, 1862.
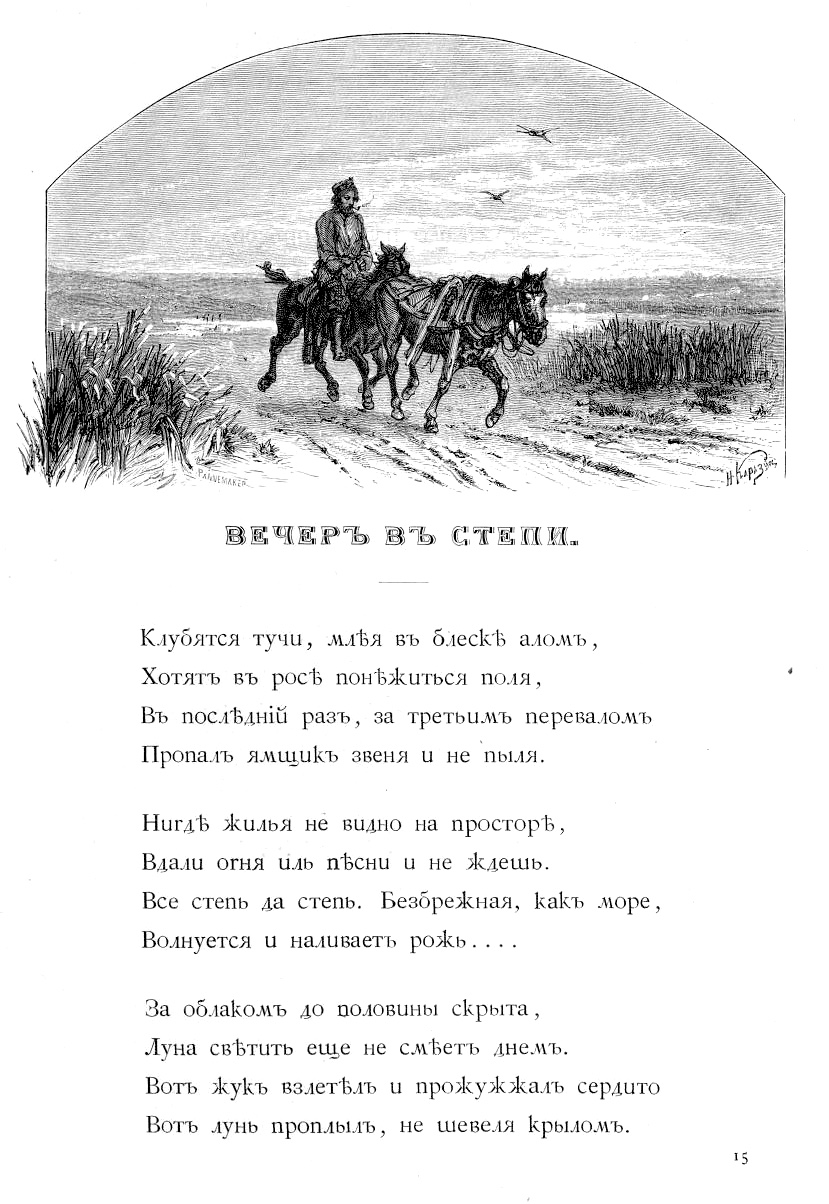
Page du recueil de poèmes russes Родные отголоски, 1881, utilisant une police de l’imprimerie de Wolff.

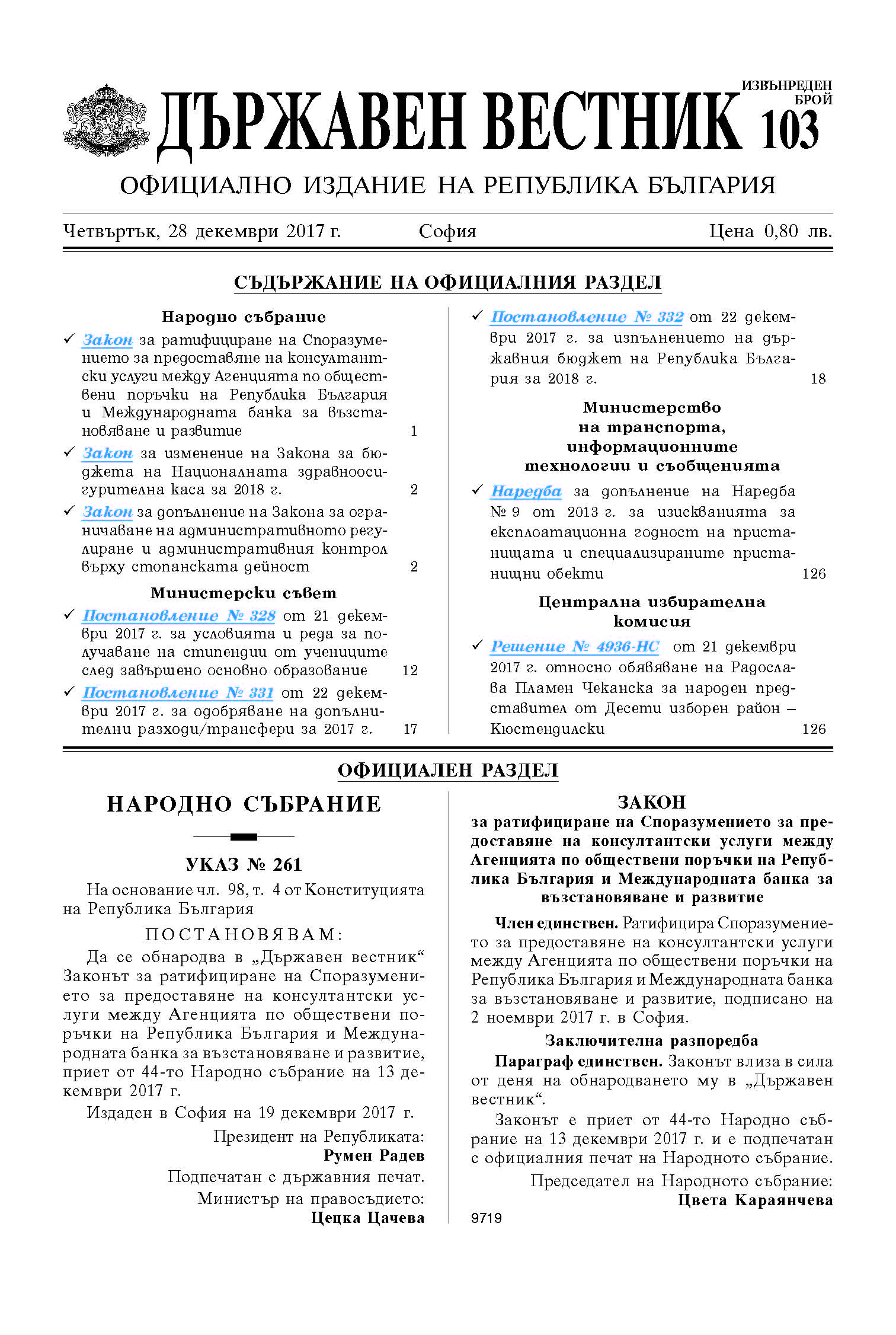
Page du Държавен вестник, bulletin de l’État bulgare, de 2017.